# Yoga nidra
Jóga nidra (Sanskrt: योग निद्रा), yoga nidra nebo jógový spánek je stav vědomí mezi bdělým stavem a spánkem. Anandmurti Gurumaa definuje yoga nidra jako stav vědomého hlubokého spánku. Koncept jóga nidry je velmi starý v Indických náboženstvích jako je hinduismus a buddhismus.